# جيمس هنري كوفين

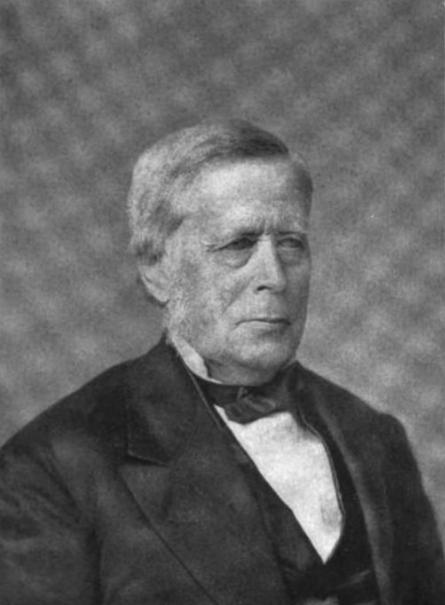
جيمس هنري كوفين

جيمس هنري كوفين (بالإنجليزية: James Henry Coffin)‏ هو عالم أرصاد ورياضياتي أمريكي، ولد في 6 سبتمبر 1806 في وليمزبيرغ ‏ في الولايات المتحدة، وتوفي في 6 فبراير 1873 في بنسيلفانيا في الولايات المتحدة.